# Juozapinės kalnas
Der Juozapinės kalnas (deutsch Josephinenberg) galt lange Zeit als die höchste Erhebung in Litauen. Eine neue Messung 2004 bestimmte die Höhe zu 293,6 m und für den unweit gelegenen Aukštasis kalnas eine Höhe von 293,84 m. Der Hügel ist Teil des Belarussischen Höhenrückens und liegt nur etwa vier Kilometer von der Grenze zu Belarus entfernt in der Nähe des Dorfes Medininkai.

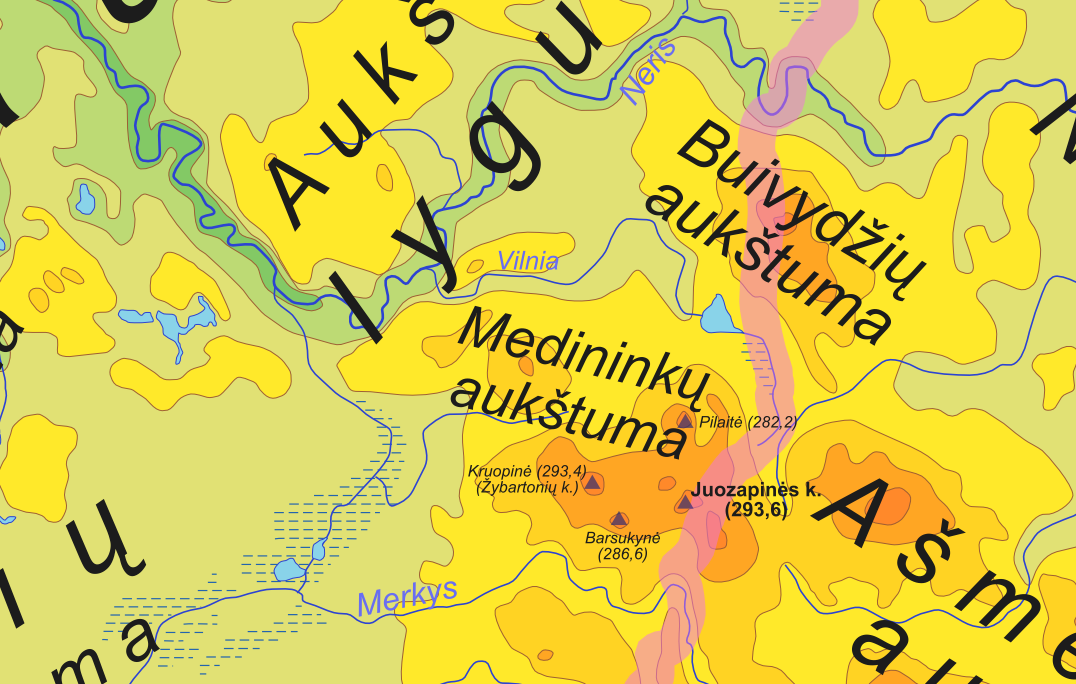
Karte mit den höchsten Erhebungen in Litauen